# Brierley (Herefordshire)
Brierley – przysiółek w Anglii, w Herefordshire, w dystrykcie (unitary authority) Herefordshire. Leży 4 km od miasta Leominster, 15,1 km od miasta Hereford i 197,9 km od Londynu. Brierley jest wspomniana w Domesday Book (1086) jako Bretlege.